# 厄琉希尼翁神庙
厄琉希尼翁神庙（Eleusinion）是供奉农耕女神得墨忒耳的雅典神庙，位于雅典卫城的北侧基层上。这个神庙与厄琉息斯秘仪有着紧密的联系，是存放有关德墨忒耳圣物的处所。它也可能在雅典的播种宴会（Thesmophoria），盛大的泛雅典娜节的一部分，里面扮演着重要的角色。